# Монжита чорноголова
Монжи́та чорноголова (Neoxolmis coronatus) — вид горобцеподібних птахів родини тиранових (Tyrannidae). Мешкає в Південній Америці.

## Таксономія
Раніше цей вид відносили до роду Монжита (Xolmis), однак за результатами молекулярно-генетичного дослідження, результати якого були опубліковані у 2020 році, він був переведений до роду Пепоаза (Neoxolmis).

## Опис
Довжина птаха становить 20-21 см, вага 40-53 г. Верхня частина тіла сірувато-коричнева, крила і хвіст темні. Тім'я чорне, від очей до потилиці ідуть темні смуги. Обличчя, нижня частина тіла і боки білі.

## Поширення і екологія
Чорноголові монжити гніздяться в центральній Аргентині (Сан-Луїс, південь Мендоси, Ла-Пампа, південь Буенос-Айреса, Ріо-Негро). Взимку вони мігрують на північ до центральної Болівії, західного Парагваю, Уругваю та на крайній південь Бразилії (Ріу-Гранді-ду-Сул). Чорноголові монжити живуть в чагарникових заростях в степах та пампі. Зустрічаються на висоті до 1500 м над рівнем моря.